# سفارة رومانيا في الولايات المتحدة
سفارة رومانيا في الولايات المتحدة هي أرفع تمثيل دبلوماسي لدولة رومانيا لدى الولايات المتحدة. تقع السفارة في شمال غربي واشنطن العاصمة وهي تهدف لتعزيز المصالح الرومانية في الولايات المتحدة.

## وصلات خارجية
- الموقع الرسمي
- قائمة سفارات رومانيا
- قائمة السفارات في الولايات المتحدة